# Michael Baldisimo
Michael Baldisimo (Vancouver, 13 aprile 2000) è un calciatore canadese naturalizzato filippino, centrocampista del Cavalry e della nazionale filippina.

## Carriera

### Club
Baldisimo ha giocato dal 2016 al 2018 nella squadra giovanile del Whitecaps (Van. Whitecaps II) facendo 13 partite senza andare a segno. Il 5 settembre 2020, alla seconda partita da titolare in MLS, realizza una rete di pregevole fattura da fuori area contro il Toronto FC.

### Nazionale
Nel 2018 ha preso parte con la nazionale canadese Under-20 al Campionato nordamericano di calcio Under-20.

## Palmarès

### Club

#### Competizioni nazionali
- Canadian Championship: 1

Vancouver Whitecaps: 2022